# Meridiani (mensile)
Meridiani è un bimestrale monografico di viaggio e di turismo edito dal gruppo Editoriale Domus. Ogni numero può essere appunto dedicato sia a città (italiane, europee, mondiali), sia a regioni d'Italia, sia a Stati o a regioni di Paesi stranieri.
Il primo numero della rivista, fondata nel 1988, fu dedicato a Venezia, mentre il secondo a New York.
Dal novembre 2002 viene pubblicata anche un'edizione bimestrale monografica su località montane, intitolata Meridiani Montagne.